# Glass Harp (album)
Glass Harp je první studiové album americké rockové skupiny Glass Harp, vydané v roce 1970 u vydavatelství Decca Records. Jeho nahrávání probíhalo v newyorském studiu Electric Lady Studios, o produkci se staral Lewis Merenstein a zvukovým inženýrem byl Ron Johnsen. V roce 1993 vyšlo album v reedici na CD pouze v Německu u vydavatelství Lineca; v roce 2005 pak v USA u vydavatelství Music Mill doplněné o bonusovou píseň „Voice of God Cry Out“.

## Seznam skladeb
Na původní LP desce vyšlo prvních pět písní na její první straně a zbylé na druhé.
| Pořadí | Název                                      | Autor                       | Délka |
| ------ | ------------------------------------------ | --------------------------- | ----- |
| 1.     | Can You See Me                             | Daniel Pecchio, Phil Keaggy | 6:25  |
| 2.     | Children's Fantasy                         | Keaggy                      | 4:10  |
| 3.     | Changes (In the Heart of My Own True Love) | John Sferra                 | 6:00  |
| 4.     | Village Queen                              | Pecchio                     | 4:00  |
| 5.     | Black Horse                                | Sferra                      | 2:50  |
| 6.     | Southbound                                 | Sferra, Keaggy              | 3:50  |
| 7.     | Whatever Life Demands                      | Pecchio, Keaggy             | 6:30  |
| 8.     | Look in the Sky                            | Pecchio, Sferra, Keaggy     | 8:10  |
| 9.     | Garden                                     | Pecchio, Sferra, Keaggy     | 5:15  |
| 10.    | On Our Own                                 | Sferra, Keaggy              | 2:30  |

| Bonus na reedici z roku 2005 | Bonus na reedici z roku 2005 | Bonus na reedici z roku 2005 | Bonus na reedici z roku 2005 |
| Pořadí                       | Název                        | Autor                        | Délka                        |
| ---------------------------- | ---------------------------- | ---------------------------- | ---------------------------- |
| 1.                           | Voice of God Cry Out         | Keaggy, Wendy Wilson Messina | 4:10                         |

## Obsazení
Hudebníci
- Phil Keaggy – elektrická kytara, akustická kytara, zpěv
- John Sferra – bicí, zpěv, akustická kytara
- Daniel Pecchio – baskytara, zpěv, flétna
- John Cale – elektrická viola
- Larry Fallon – aranžmá smyčců

Technická podpora
- Lewis Merenstein – producent
- Ron Johnsen – zvukový inženýr
- Ernie Cefalu – design
- Bill Levy – fotografie
- Billy Bass – fotografie